# Ben Lobb
Benjamin T. Lobb, né le 10 septembre 1976 à Clinton en Ontario, est un analyste des systèmes de gestion et homme politique canadien. Il est député à la Chambre des communes du Canada, représentant la circonscription ontarienne de Huron—Bruce sous la bannière du Parti conservateur du Canada depuis les élections fédérales de 2008.

## Biographie
Ben Lobb est réélu lors des élections fédérales de 2025.